# Vitão do Cachorrão
Vitor Alexandre Rodrigues, conhecido como Vitão do Cachorrão (Sorocaba, São Paulo, 04 de fevereiro de 1977) é um  político brasileiro, filiado ao Republicanos. Nas eleições de 2022, foi eleito deputado estadual por São Paulo com 56.729 votos (0,24% dos votos válidos).
Em 2016, foi eleito, e o mais votado nas eleições de 2020 com 7.754 votos, vereador para Câmara Municipal de Sorocaba. Tem como causa a defesa dos animais. É empresário no ramo de Cachorro-quente em Sorocaba, de onde vem o apelido.